# Histoire des Jets de New York

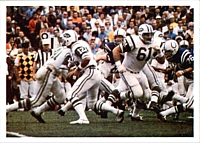
Les Jets jouant contre les Colts au Super Bowl III.

L'histoire des Jets de New York, une franchise de football américain basée à New York commence en 1959 avec la fondation des Titans de New York (en anglais : Titans of New York), une franchise membre de la American Football League (AFL) qui a commencé à jouer l'année suivante. L'équipe a peu de succès dans ses premières années. Après avoir joué trois saisons aux Polo Grounds, l'équipe change de nom pour devenir les Jets de New York (New York Jets) et s'installe en 1964 dans le Shea Stadium nouvellement construit. En janvier 1965, les Jets signent le contrat avec le quarterback Joe Namath de l'université de l'Alabama. L'équipe montre une amélioration progressive à la fin des années 1960, affichant son premier record gagnant en 1967 et remportant son seul championnat de l'American Football League  en 1968. En remportant le titre, New York a obtenu le droit de jouer le Super Bowl III contre les champions du National Football League (NFL), les Colts de Baltimore. Les Jets battent les Colts lors de ce match. À la suite de la défaite, l'AFL est considérée comme un partenaire digne de la NFL et les deux ligues fusionnent (en).
Après la fusion, les Jets tombent dans la médiocrité, Namath étant gêné par des blessures une grande partie de sa carrière ultérieure. En 1981, New York s'est qualifié pour les séries éliminatoires pour la première fois dans l'ère post-Namath. Ils atteignent le championnat de l'American Football Conference (AFC) en 1982 et ils sont vaincus sur un terrain du Miami Orange Bowl par les Dolphins de Miami. À partir de la saison 1984, l'équipe joue au Giants Stadium dans le New Jersey. L'équipe amorce la saison 1986 avec une carte de 10 victoires pour 1 défaites, mais les Jets, diminués par les blessures, perdent leurs cinq derniers matchs de saison régulière et perdent 10 points au quatrième quart pour perdre en prolongation contre les Browns de Cleveland en séries éliminatoires.
Au cours des onze saisons suivantes, New York connait un succès limité, atteignant les séries éliminatoires une seule fois et subissant une série de saisons désastreuses, notamment une carte de 1 victoire et 15 défaites en 1996. L'année suivante, les Jets embauchent le double vainqueur du Super Bowl Bill Parcells comme entraîneur. Le nouvel entraîneur guide l'équipe à sa saison la plus réussie en 1998 depuis la fusion et les Jets finissent avec 12 victoires et 4 défaites et atteignent le match de championnat de l'AFC, dans lequel ils tombent face aux Broncos de Denver. L'équipe fait cinq apparitions en séries éliminatoires dans les années 2000, soit le plus grand pourcentage de n'importe quelle décennie. En 2009 et 2010, les Jets réalisent des apparitions consécutives dans le match de championnat de l'AFC, perdant contre les Colts d'Indianapolis et les Steelers de Pittsburgh. En 2010, l'équipe commence à jouer au MetLife Stadium, construit près du Giants Stadium, aujourd'hui démoli.